# NGC 3470
NGC 3470 é uma galáxia espiral (Sab) localizada na direcção da constelação de Ursa Major. Possui uma declinação de +59° 30' 38" e uma ascensão recta de 10 horas, 58 minutos e 44,8 segundos.
A galáxia NGC 3470 foi descoberta em 9 de Abril de 1793 por William Herschel.